# 真PK
《真PK》（英語：PK Show）是由香港電視娛樂製作的清談整蠱節目，主持為火火、Kevin，於ViuTV清談節目時段《晚吹》首播，播放時間為逢星期六23:30－00:00。
2017年因《晚吹》系列重組，此節目於2017年2月4日後停止播放。
節目於2017年1月28日播出的一集為農曆新年版，於農曆年初一播出，該集易名為《真OK》。

## 節目內容
「真PK表面為清談節目，實質上是整蠱節目。」每集主持揭露嘉賓真性情。
由於節目中內容含有不雅行為，不雅用語及粗口，故此於電視播放時，除設定為M成年觀眾外，節目內部分內容會以動物叫聲過濾相關字句，與平時的嘟聲有所分別，以符合電視播放尺度。
當懲罰環節進行時，畫面皆會顯示警語，提醒觀眾內容涉及危險動作及不安畫面，切勿模仿。另自第三季中期起，節目完結時工作人員名單有特別加插聲明，指節目內容純粹戲劇效果，當中無人遭脅迫、非法或惡意傷害，該聲明又指懲罰環節所使用的食材「經過特別處理，可以食用」。
ViuTV亦因應觀眾需求，安排部分集數的電視版本和無過濾版本於官方網站完整足本重溫（目前僅提供首集訪問林雪的無過濾版本），為ViuTV首個提供網上及電視雙重版本節目。

## 節目模式

### 第一季（第1至15集）
每集嘉賓登場時，先以老鼠酒發誓會如實答題。
當其中一名主持成功發問「暗題」，另一位主持就要受罰；主持套料失敗，被嘉賓發現「暗題」存在，亦要受罰，上述兩個懲罰出現，錄影廠會響起警號，「大隻佬」會現身向主持或協助處罰。
如果未能完成所有「暗題」，兩位主持同時要接受終極大懲罰。如果完成全部「暗題」，或嘉賓猜錯「暗題」三次就會落敗，需要接受大懲罰，對嘉賓的大懲罰為喝光老鼠酒連老鼠。

### 第二季（第16至29集）
第二季節目以全新方式進行。
每集工作人員預設有多個不同的「暗號」，如果主持或嘉賓在訪談過程中不小心說出或做出當時「暗號」的話，錄影廠會響起警號，然後隨即展開挑戰環節，以爭取分數。
在每一個挑戰環節完成後，觸發暗號者會被「大隻佬」在臉上塗上東西以作識別（第16集並無此項安排），主持及嘉賓有一分鐘商討時間，之後各人根據當次挑戰分數由高至低順序可以選擇向對手下注競猜暗號，亦會各自抽出一張「PK牌」給自己或對手在下一回合挑戰之用以影響各人分數。
競猜成功則可奪得押注的對手分數，反之則押注分數送贈對手，直至競猜成功為止，亦可以不進行競猜，然後繼續訪談。
揭曉暗號之後就會轉換暗號繼續訪談，直到節目完結時得分最低的兩人將會接受大懲罰。如果首兩位出現同分，則只餘下一人接受懲罰。終極懲罰為喝光「地獄特飲」（PK Shake），飲品由各種嘔心動物（例如老鼠、烏蛇及水曱甴等）及醬汁混製而成。

#### 各張PK牌內容
- 「X2」：持卡者當次挑戰所得分數雙計
- 「白做」：持卡者當次挑戰所得分數歸零
- 「死開」：持卡者可以移動其他人的牌隻位置
- 「攬炒」：所有人當次挑戰所得分數歸零
- 「老笠」：持卡者可以拿走其他人當次挑戰分數，只限持卡者當次挑戰所得分數為最低時才可生效
- 「調你」：猜中暗號時，持卡者可以指定其中一人對調當次挑戰分數
- 「貼士」：持卡者可以向工作人員問一條是非題
- 「真PK」：並無實際作用

### 第三季（第30至42集）
每集工作人員預設有多個不同的「暗號」，每次主持及嘉賓每人各自獲編配一個「暗號」，並貼在自己額頭上，因此每人不可以看到自己的暗號，只可以看到其餘兩人的暗號。
在訪談期間如果其中一人用任何方法誘使到對方說出他自己的暗號或者能夠估中自己額頭上的暗號而令錄影廠響起警號的話，則可以獲得一分，而「大隻佬」會現身向觸發暗號者作出處罰，之後會轉換其暗號繼續訪談，直到節目完結時得分最低的一人將會接受終極大懲罰。第30至34集終極懲罰為「PK金魚缸」，受罰者需要完成指定任務才可逃出，否則要逗留在金魚缸內直到裝滿昆蟲的氣球膨脹爆破為止。其後集數終極大懲罰曾使用「PK幸運輪」去決定，當中包括進食爬蟲、當靶子等。

## 每集列表
| 集數  | 播映日期      | 嘉賓            | 終極受罰者                                                                               |
| 1     | 4月9日        | 林雪            | 結果 主持                                                                                |
| 2     | 4月16日       | Eric Kwok       | 結果 主持                                                                                |
| 3     | 4月23日       | 鄭中基          | 結果 主持                                                                                |
| 4     | 4月30日       | 錢國偉          | 結果 主持                                                                                |
| 5     | 5月7日        | JW王灝兒        | 結果 主持頂替嘉賓部分懲罰 嘉賓猜錯「暗題」三次                                           |
| 6     | 5月21日       | 曾國祥          | 結果 一同受罰 主持未能問完暗題，嘉賓猜錯「暗題」三次                                     |
| 7     | 5月28日       | 陳詠謙          | 結果 主持                                                                                |
| 8     | 6月4日        | 劉浩龍          | 結果 主持                                                                                |
| 9     | 6月11日       | 陳柏宇          | 結果 嘉賓 嘉賓猜錯「暗題」三次                                                           |
| 10    | 6月18日       | 卓韻芝          | 結果 嘉賓頂替主持受罰                                                                    |
| 11    | 6月25日       | 方力申          | 結果 主持                                                                                |
| 12    | 7月2日        | 盧覓雪          | 結果 主持                                                                                |
| 13    | 7月9日        | 王宗堯          | 結果 嘉賓 主持首度完成所有「暗題」                                                       |
| 14    | 7月16日       | 崔碧珈          | 結果 一同受罰 主持未能問完暗題，嘉賓猜錯「暗題」三次                                     |
| 15    | 7月23日       | 邵音音          | 結果 主持                                                                                |
| 16    | 7月30日       | 鄧建明          | 結果 Kevin 由於首兩位出現同分，因此只有一人受罰                                          |
| 17-18 | 8月6日及14日  | 柳俊江          | 結果 嘉賓、Kevin                                                                         |
| 18-19 | 8月14日及20日 | MastaMic        | 結果 Kevin 由於首兩位出現同分，因此只有一人受罰 嘉賓頂替部份懲罰                         |
| 20    | 8月27日       | 湯駿業          | 結果 Kevin、火火                                                                         |
| 21    | 9月3日        | 泥鯭@RubberBand | 結果 嘉賓、Kevin                                                                         |
| 22    | 9月10日       | 蔡潔            | 結果 嘉賓 由於首兩位出現同分，因此只有一人受罰 火火、Kevin頂替部份懲罰                   |
| 23    | 9月17日       | 石詠莉          | 結果 嘉賓 由於首兩位出現同分，因此只有一人受罰 由鄧健泓頂替受罰                          |
| 24    | 9月24日       | 李拾壹          | 結果 嘉賓 由於首兩位出現同分，因此只有一人受罰                                           |
| 25    | 10月1日       | J.Arie          | 結果 嘉賓、火火 三位「大隻佬」頂替火火受罰                                               |
| 26    | 10月8日       | 游學修          | 結果 嘉賓 由於首兩位出現同分，因此只有一人受罰                                           |
| 27    | 10月15日      | 林耀聲          | 結果 嘉賓、Kevin                                                                         |
| 28    | 10月22日      | 細So            | 結果 Kevin、火火 嘉賓頂替部份懲罰                                                        |
| 29    | 10月29日      | 劉翁            | 結果 嘉賓、Kevin 三位「大隻佬」頂替Kevin受罰                                             |
| 30    | 11月5日       | 小肥            | 結果 嘉賓、Kevin 由於最低分有兩位，因此兩人一同受罰                                      |
| 31    | 11月13日      | 何佩瑜          | 結果 嘉賓                                                                                |
| 32    | 11月19日      | 姜麗文          | 結果 嘉賓                                                                                |
| 33    | 11月26日      | 龍小菌          | 結果 Kevin                                                                               |
| 34    | 12月3日       | 新青年理髮廳    | 結果 嘉賓、Kevin 由於最低分有兩位，因此兩人一同受罰 由歐陽作為嘉賓代表受罰               |
| 35    | 12月11日      | 司徒夾帶        | 結果 Kevin                                                                               |
| 36    | 12月18日      | 杜小喬          | 結果 嘉賓 由於三位同分關係，以猜拳來決定勝負                                             |
| 37    | 12月25日      | 雞蛋蒸肉餅      | 結果 嘉賓 (雞蛋組) 該集為兩人一組分組作賽，火火及Kevin被編為一組，嘉賓分為雞蛋組及肉餅組 |
| 38    | 1月7日        | 李靖筠          | 結果 Kevin 嘉賓頂替部份懲罰                                                              |
| 39    | 1月14日       | Vivek Mahbubani | 結果 嘉賓 由於「大隻佬」三次射不中嘉賓身上番茄，攝製組一致通過由「大隻佬」頂替嘉賓受罰   |
| 40    | 1月22日       | 倪晨曦          | 結果 嘉賓 由火火、Kevin及「大隻佬」頂替嘉賓受罰                                          |
| 真OK  | 1月28日       | 周殷廷、符致逸  | 結果 嘉賓                                                                                |
| 41    | 2月4日        | 周秀娜          | 結果 火火、Kevin                                                                         |

1. ↑  該集於官方網上重溫被編為第42集。

## 節目調動
- 2016年4月9日：由於播出《偵探的偵探》第一集加長版，《恐怖醫學》第一集及《G-1格鬥會》第一集順延播出，本節目首集順延15分鐘播映（即23:45-00:15）。
- 2016年5月14日：由於直播《西班牙甲組足球聯賽 格蘭納達 對 巴塞隆拿》，本節目暫停播映。
- 2016年6月11日：由於播出《歐洲國家盃Online》，本節目順延至23:45-00:15播映。
- 2016年7月2日至23日：由於播出《武井試煉場（日语：武井壮しらべ 誰もやらなきゃオレがやる!!）》第一至四集，本節目順延至23:45-00:15播映。
- 2016年7月30日：由於直播《AGA Ginadoll Concert Live》超時，《恐怖醫學》順延播出，本節目順延至翌日（7月31日）00:15-00:45播映。
- 2016年8月13日：由於直播《本地薑週末》超時，《當衝三小遇上+886MM》第三集順延播出，本節目順延至翌日（8月14日）00:00-00:30播映。
- 2016年9月24日及10月1日：由於播出《直美與加奈子》第一及二集加長版，《恐怖醫學》、《我的Hero》第一及二集及《武井試煉場（日语：武井壮しらべ 誰もやらなきゃオレがやる!!）》第七及八集順延播出，本節目順延至23:45-00:30播映。
- 2016年10月8日：由於重播《2016電動房車挑戰賽》完整版，本節目順延至23:50-00:35播映。
- 2016年11月12日：由於17:45-20:00直播《2017東亞足球錦標賽 男子第二圈 - 香港 對 朝鮮》，當日《6點新聞報道》暫停播映，並改為於當日23:30-00:00播出《深宵新聞》。本節目順延至翌日（11月13日）00:00-00:30播映。
- 2016年11月19日：由於播出《直美與加奈子》第八集加長版，《ShowTime我主場》第七集及《美選D.n.A》第五集順延播出，本節目順延至23:45-00:15播映。
- 2016年12月10日：由於播出《美選D.n.A》第十一集加長版，本節目順延至翌日（12月11日）00:00-00:30播映。
- 2016年12月17日：由於播出《陳柏宇The Players-10週年演唱會》，本節目順延至翌日（12月18日）00:30-01:00播映。
- 2016年12月24日：由於播出《釜山同一個亞洲文化節》第一集，本節目順延至翌日（12月25日）00:45-01:15播映。
- 2016年12月31日：由於播出《我們不離地倒數》，本節目暫停播映。
- 2017年1月21日：由於19:00-22:35直播《第十二屆KKBOX風雲榜》，當日《8點新聞報道》暫停播映，並改為於當日22:35-23:00播出《新聞報道》，《財金智識Fight！》第五集及《碌卡大導》第五集順延播出。本節目順延至翌日（1月22日）00:00-00:30播映。

## 投訴事件
- 部份集數有虐待身體畫面出現，因而有市民向通訊事務管理局投訴節目。投訴主要指「節目中向主持人及／或嘉賓施加的懲罰令人反感、不雅、令人不安和噁心、暴力、與性有關、變態、具侮辱性或品味低劣；罔顧傳播細菌的風險；影響在錄影廠工作的製作人員（尤其是女性員工）；等同酷刑、性騷擾、肆意殺死無害的昆蟲及浪費食物；對兒童及青少年造成不良影響；以及儘管節目被劃分為「成年觀眾」類別的節目，仍不可接受在免費電視服務播放。部分投訴人亦投訴節目包含粗鄙用語或粗言穢語，以及裸露臀部的鏡頭。此外，雖然顯示主持人的粗鄙手勢及私處的畫面已經打格處理，但有關動作及身體部分仍可被辨識。」而通訊事務管理局於2016年9月27日就節目第1-3集[3]，以及於10月25日就節目第4-7、10、11、13-15集[4]裁決投訴成立，向ViuTV作出強烈勸喻。希望檢討節目內容，避免出現大量不雅畫面在節目出現。

## 相關連結
- 晚吹
- ViuTV
- 情義兩難全之玩爆你個腎

## 外部連結
- 真PK - 官方重溫 （页面存档备份，存于）